# حسین الجریف
حسین الجریف (انگلیسی: Hussein Al Jerif؛ زادهٔ ۲۳ سپتامبر ۱۹۹۸) بازیکن فوتبال اهل سودان است.
وی همچنین در تیم ملی فوتبال سودان بازی کرده‌است.